# Семь ужинов
«Семь у́жинов» — российский комедийно-мелодраматический фильм режиссёра Кирилла Плетнёва. В главных ролях: Полина Максимова и Роман Курцын.
Выход фильма в широкий прокат в кинотеатрах России состоялся 14 февраля 2019 года. Телевизионная премьера состоялась 31 августа 2019 года на телеканале «ТНТ».
По сценарию фильма поставлен спектакль в Нижегородском театре «Комедия» (режиссёр-постановщик Андрей Ярлыков).

## Сюжет
Алёна — переводчик, Женя — психиатр, преподаватель психологии, женаты пять лет. Детей нет, страсть успела остыть, общих интересов — минимум. А тут ещё год назад Женя ударил главврача, получил условный срок и вынужден за копейки работать санитаром. Он забросил книгу, которую собирался писать, начал выпивать.
Алёна, поддерживаемая мамой, решает развестись. Она уже выставила свою анкету на сайте знакомств и даже нашла подходящего кандидата в мужья. Женя не хочет разводиться, а значит, развести супругов может только суд, и процедура затянется. В ответ на просьбу жены не пытаться оттянуть неизбежное расставание, Женя ставит ультиматум: Алёна должна принять участие в экспериментальной проверке придуманной им для книги методики устранения семейных конфликтов под названием «Семь ужинов»; если после этого она не изменит решения, он согласится на развод.
Идея Жени состоит в том, что супруги должны семь раз поужинать вместе. На каждый ужин Женя выдумывает какое-то правило (вслепую, молча, без одежды, при постороннем человеке и так далее), которому даёт «психологическое» объяснение. На самом деле ни методики, ни книги не существует: Женя выдумал их, чтобы заставить Алёну ещё несколько раз встретиться с ним наедине, в надежде убедить остаться. Алёна подозревает это, но соглашается. Совместные ужины начинаются…

## В ролях
| Актёр              | Роль                                         |
| ------------------ | -------------------------------------------- |
| Полина Максимова   | Алёна                                        |
| Роман Курцын       | Евгений Владимирович Славский, врач-психиатр |
| Владимир Ильин     | дядя Лёша, пациент психбольницы              |
| Елена Яковлева     | Тамара Васильевна, тёща Славского            |
| Александр Лыков    | «Феофан», сосед-незнакомец                   |
| Анастасия Уколова  | Светлана Тимофеева, студентка                |
| Петар Зекавица     | Тим, жених-иностранец                        |
| Владимир Стержаков | главврач психбольницы                        |
| Нино Нинидзе       | певица в ресторане                           |
| Вадим Цаллати      | богатый человек в ресторане                  |
| Валентин Самохин   | пациент психбольницы                         |
| Григорий Перель    | Жора Ларионов, пациент психбольницы          |
| Юрий Тарасов       | эпизод                                       |
| Юлия Серина        | эпизод                                       |
| Ирина Безряднова   | эпизод                                       |
| Brainstorm         | камео                                        |
| Вера Гурьева       | эпизод (нет в титрах)                        |
| Данила Калабин     | эпизод (нет в титрах)                        |
| Андрей Соколов     |                                              |